# Кере, Джонсон
Джонсон Кере (англ. Johnson Kere; Пустой шаблон {{ВД-Преамбула}} ) — соломонский легкоатлет, специалист по бегу на короткие дистанции. Выступал за сборную Соломоновых Островов по лёгкой атлетике в середине 1980-х годов, серебряный призёр Южнотихоокеанских игр в Апии, участник летних Олимпийских игр в Лос-Анджелесе.

## Биография
Первого серьёзного успеха в лёгкой атлетике на взрослом международном уровне добился в сезоне 1983 года, когда вошёл в основной состав соломонской национальной сборной и побывал на Южнотихоокеанских играх в Апии, откуда привёз награду серебряного достоинства, выигранную в программе бега на 100 метров — в финальном забеге уступил только представителю Вануату Жоржу Таньелю. При этом здесь он установил свой личный рекорд в данной дисциплине, преодолев стометровую дистанцию за 10,96 секунды.
Благодаря череде удачных выступлений Кере удостоился права защищать честь страны на летних Олимпийских играх 1984 года в Лос-Анджелесе — это был первый раз, когда Соломоновы Острова делегировали свою команду на Олимпийские игры. На предварительном квалификационном этапе бега на 100 метров Кере показал время 11,57 секунды и не смог пройти в следующую стадию соревнований.
После лос-анджелесской Олимпиады Джонсон Кере больше не показывал сколько-нибудь значимых результатов в лёгкой атлетике на международной арене.